# София Палеологина
 Тази статия е за великата московска княгиня.  За телевизионния сериал вижте София (сериал).  
Зоя Палеологина (на гръцки: Ζωή Παλαιολόγου; на руски: Софья Фоминична Палеолог; ок. 1455 – 7 април 1503) е велика княгиня на Москва, втора съпруга на Иван III и племенница на последния византийски император Константин XI Палеолог. Още с началото на понтификата си папа Сикст IV съдейства за династичния ѝ брак с Иван III.

## Произход и ранни години
Дъщеря е на деспота на Морея (средновековен Пелопонес) Тома Палеолог, който е брат на император Константин XI, и на Катерина Асенина Закария.
София Палеологина и по майчина (майка ѝ е праправнучка на Иван Асен III), и по бащина линия (баща ѝ също е праправнук на Иван Асен III) произхожда от Асеневци. Тя самата се пада правнучка и по бащина и по майчина линия на Ирина Асенина и Йоан VI Кантакузин. По бащина линия е праправнучка на Велбъждския деспот Деян.
След като султан Мехмед II превзема Морея през 1460 г., Зоя и братята ѝ са отведени в Рим. Там Зоя приема името София.

## Велика княгиня
През 1469 г. папа Павел II предлага София да се омъжи за овдовелия московски княз Иван III с надеждата, че по този начин ще засили влиянието на Католическата църква в Московското княжество и ще създаде предпоставки за по-тясно сближение с Православната църква. София и Иван III са венчани на 12 ноември 1472 г. в Успенския събор в Москва. Бракът с потомката на византийските императори допринеся за издигането на авторитета на московските князе и налагането им над останалите руски държавици.
В Москва невестата е придружена от папския легат, кардинал Антоний, който трябва да реализира откриващата се пред Светия римски престол благоприятна възможност да засили католическото влияние върху древноруските земи и в частност върху Великото Московско княжество. Мисията на кардинала и на папа Сикст IV не успява. Ставайки съпруга на Иван III, София започва да упражнява силно влияние върху княза. Смята се, че тя въвежда в Кремъл разкошните византийски дворцови церемонии и изтънчения византийски етикет. София внушава на Иван III и идеята за превръщането на Москва в Трети Рим като единствена наследница на унищожената Византийска империя.
С годините влиянието на София над съпруга ѝ става все по-силно. Малко преди смъртта си тя успява да убеди Иван да обяви за свой наследник на престола най-големия им син Василий, а не Димитрий – внук на Иван от починалия му син от първия брак – Иван Младши.
София Палеологина умира на 7 април 1503 г. Погребана е в Архангелския събор в Московския Кремъл.

## Наследници
София ражда на Иван три деца:
- Василий Иванович – бъдещия московски княз Василий III
- Андрей Иванович – княз на Старица
- Елена Ивановна – велика литовска княгиня.